# Alexis Aimé Pierre Cambray
Pour les articles homonymes, voir Cambray (homonymie).
Alexis Aimé Pierre Cambray, né le 8 avril 1760 à Douai (Nord), mort le 2 juillet 1799 à Plaisance, des suites d'une blessure reçue à la bataille de la Trebbia, est un général de division de la Révolution française.

## Carrière
Nommé général de brigade le 28 novembre 1793, Alexis Aimé Pierre Cambray gagne une solide expérience en Vendée dans les campagnes contre François de Charette et Jean-Nicolas Stofflet, notamment à Savenay en février 1794 et à Noirmoutier en septembre 1795, lorsque les Britanniques et certains émigrés à la tête desquels se trouve le comte d'Artois, décident d'organiser le blocus de l'île.
Sur place Cambray, qui dispose d’environ 1500 soldats, organise la défense, réquisitionnant toutes les forces disponibles. Certains bâtiments passent si près de la côte qu'on entend les chants royalistes, Cambray leur répond en faisant chanter ses propres soldats. Devant sa détermination et ne parvenant pas à effectuer leur jonction avec les armées vendéennes, les Britanniques renoncent et lèvent le blocus le 28 septembre 1795.
Le 23 avril 1797 (4 Floréal an V), le général de brigade Cambray, commandant militaire pour le département de la Manche, ayant établi son quartier général à Anneville-en-Saire, envoie un courrier secret au citoyen Revert, commandant militaire pour l'arrondissement de Cherbourg, ordonnant de « mettre toutes les troupes sous ses ordres en colonnes mobiles et inviter les républicains à se joindre à ces colonnes et de requérir les troupes des gardes nationales ». 
Ces colonnes feront mouvement le 12 Floréal, elles ratisseront le département pendant 4 jours. Comme signe de reconnaissance, « les hommes porteront une branche verte au chapeau et un mouchoir autour du bras droit ». 
Le but de cette opération est d'arrêter des « voleurs, émigrés, chouans, prêtres réfractaires … leur grand plan est d'égorger tous les républicains ».
Il part à la tête d'une colonne de grenadiers dans la région de Gavray, puis fait mouvement à Villedieu, Brecey pour arriver le 15 à Mortain. Les visites domiciliaires seront opérées conformément au cadre légal et autant que possible en concertation « avec les autorités civiles ». 
Cambray termine son ordre de mission par une description des ennemis à combattre : ils sont « habillés en carmagnoles vertes, boutons ronds à la hussarde, d'autres sont en capote même couleur boutons carrés boutonnés jusqu'à la ceinture, la majeure partie sont en chapeau rond, d'autres ont pour ralliement un chapeau à trois cornes mais ils le portent par devant derrière. D'autres sont habillés en volontaires et sont par petites bandes et se disent chargés de faire rejoindre les déserteurs ». Cet ordre est contesté par l'administration municipale de Cherbourg, qui le juge contraire à la Constitution et en fait une publicité telle que Cambray se voit contraint de l'annuler. 
L'affaire se solde par la mutation de Cambray dans la Sarthe et la dissolution de l'Administration communale de Cherbourg.
Dans la Sarthe, il continue de combattre les chouans, le 12 octobre 1797 (21 vendémiaire an VI) : il invite les administrateurs du département de la Sarthe de faire sonner le tocsin dans les communes où passent les chouans. Le 26 mai 1799, il est général de brigade dans l'armée de Naples commandée par Macdonald. 
Il est chargé le 28 avril 1799, d'aller prendre le commandement de Malte et promu général de division, pour prendre rang du jour de son arrivée dans l'île. Mais il est bloqué dans Ancône lors de l'arrivée des lettres au quartier général de l'armée d'Italie et les communications interrompues ne permirent pas de les lui faire tenir. Aussi ignore-il cette nomination, lorsque le 20 juin 1799, chargeant à la tête de sa brigade à la bataille de la Trebbia, il est blessé et fait prisonnier à Borgo. 
Transporté à Plaisance, il meurt le 2 juillet, à onze heures du soir.

## Sources
- Jacques Charavay, Les Généraux morts pour la patrie : 1792-1871 ; notices biographiques, Paris, Société de l’histoire de la Révolution française, 1893
- (en) « Generals Who Served in the French Army during the Period 1789 - 1814: Cabannes de Puymisson to Cazals »